# Hansa-Brandenburg W.25
L'Hansa-Brandenburg W.25 era un idrocaccia a scarponi, monomotore monoposto a velatura biplana, sviluppato dall'allora azienda tedesco imperiale Hansa und Brandenburgischen Flugzeugwerke GmbH negli anni dieci del XX secolo e rimasto allo stadio di prototipo.
Derivato dal pari ruolo Hansa-Brandenburg KDW se ne distingueva essenzialmente per la struttura di collegamento tra le due ali, abbandonando la configurazione "a stella" per una soluzione più classica, tuttavia non riuscì a soddisfare le aspettative ed il suo sviluppo venne abbandonato.

## Storia del progetto
Dopo che nel 1916 la Kaiserliche Marine, la marina militare dell'Impero tedesco, aveva adottato l'idrocaccia KDW per difendere lo spazio aereo attorno alle sue stazioni navali sulla costa del Mare del Nord e che le sue congenite carenze nella manovrabilità ne avevano compromesso pesantemente l'efficacia nei confronti dei più recenti modelli britannici, la marina tedesca emise una richiesta di un modello che fosse in grado di competere nei duelli aerei. Il KDW si dimostrò superato infatti quando i caccia britannici adottarono la tecnica di ingaggiare l'avversario tenendosi in coda e colpendolo con le proprie armi, nell'impossibilità del pilota tedesco di manovrare pena la perdita del controllo del proprio aereo.
Per cercare di risolvere il problema vennero seguite due soluzioni: migliorare la manovrabilità del mezzo o adottare un secondo membro dell'equipaggio in grado di coprire, con un'arma brandeggiabile, la zona posteriore scoraggiando l'ingaggio da parte dell'avversario.
La Hansa-Brandenburg affidò lo sviluppo di un nuovo modello atto allo scopo al suo capo progettista Ernst Heinkel che seguendo la prima soluzione disegnò un modello monoposto derivato dal KDW, identificato W.25, abbandonando l'originale struttura "a stella", realizzata collegando quattro sottostrutture a V costituite da tubi d'acciaio saldati ed uniti tra loro al centro dello spazio tra le due semiali, per adottare la più classica soluzione basata su una coppia di montanti interalari per lato integrati da tiranti in cavetto d'acciaio. In contemporanea avviò lo sviluppo del biposto W.11, modello di transizione che porterà al W.12 avviato alla produzione.
Il prototipo del W.25, Wk.No. 2258, venne portato in volo nel corso del 1917 trovandosi in concorrenza con il modello proposto dall'Albatros Flugzeugwerke, l'Albatros W.4, quest'ultimo risultato in grado di fornire migliori prestazioni. Nel tentativo di migliorare il comportamento in volo il W.25 venne modificato nella velatura, adottando sull'ala inferiore una seconda coppia di alettoni oltre a quella superiore presente nella prima versione. La decisione da parte della Kaiserliche Marine di adottare il modello monoposto sottoscrivendo un contratto di fornitura con l'Albatros determinò l'abbandono dello sviluppo del W.25 da parte dell'Hansa-Brandenburg che decise di dedicare la propria attenzione ai più efficaci biposto.

## Utilizzatori
Germania
- Kaiserliche Marine

utilizzato unicamente in prove di valutazione.